# Тунгир
Тунги́р (в верховье — ручей Широкий) — река в России, протекающая на северо-востоке Забайкальского края, и являющаяся правым притоком Олёкмы. Справа от реки находится Гульский хребет.
Длина реки составляет 500 км. Площадь водосборного бассейна — 14 700 км². Исток — на северо-восточном склоне Тунгирского хребта. Течёт в широкой межгорной долине.

## Этимология
Название реки происходит от эвенкийского тунгир со значением «ровное место, равнина»: река течет в широкой долине.

## Основные притоки
(расстояние от устья)
- 41 км: река Верхняя Корсуга (левый)
- 102 км: река Тунгирикан (правый)
- 120 км: река Ненюга (правый)
- 260 км: река Черемная (правый)
- 320 км: река Бугарихта (правый)

## Данные водного реестра
По данным государственного водного реестра России относится к Ленскому бассейновому округу, речной бассейн реки — Лена, речной подбассейн реки — Олёкма, водохозяйственный участок реки — Олёкма от истока до в/п с. Усть-Нюкжа.
Код объекта в государственном водном реестре — 18030400112217200011813.

## Гидрология
Замерзает в октябре и остаётся под ледяным покровом до мая, ледоход осенью и весной 5—8 дней. Питание снеговое и дождевое. Среднегодовой расход воды — 90 м³/с.
| Средний расход воды (м³/с) реки Тунгир по месяцам с 1979 по 1994 гг. (замеры производились на гидрологическом посту в селе Гуля, в 161 км от устья) |

## Топографические карты
- Лист карты N-51-VII. Масштаб: 1 : 200 000. Состояние местности на 1967—1982 год. Издание 1986 г.
- Лист карты N-51-XIII г. Рассыпка. Масштаб: 1 : 200 000. Состояние местности на 1961—1982 год. Издание 1986 г.
- Лист карты N-50-XVIII Тупик. Масштаб: 1 : 200 000. Состояние местности на 1984 год. Издание 1991 г.